# Megaselia rupestris
Megaselia rupestris är en tvåvingeart som beskrevs av Schmitz 1934. Megaselia rupestris ingår i släktet Megaselia och familjen puckelflugor. Arten är reproducerande i Sverige. Inga underarter finns listade i Catalogue of Life.